# Pugnus serrei
Pugnus serrei är en snäckart som först beskrevs av Bavay 1911.  Pugnus serrei ingår i släktet Pugnus och familjen Cystiscidae. Inga underarter finns listade i Catalogue of Life.